# Національно-демократична партія Німеччини
Національно-демократична партія Німеччини (нім. Nationaldemokratische Partei Deutschlands, NPD) — ультраправа націоналістична, неонацистська партія Німеччини. Вважається наступницею НСДАП. Федеральна служба захисту конституції позиціонує її як правоекстреміську. Співпрацює з «національним опором» . В Мекленбурзі-Передній Померанії і Саксонії партія представлена в ландтагах - земельних парламентах.
У 2001 році влада[хто?] Німеччини подала позов до суду про заборону NPD, але 2003 справу припинили[хто?].
У листопаді 2011 року Удо Фойгт, який був лідером партії впродовж 15 років, за результатами партійних виборів поступився посадою Хойгеру Апфелю. Перед тим позиції Фойгта похитнулися через тиск штрафу в сумі 2,5 млн. євро, який NPD сплачує державі.
На виборах до бундерстагу 2009 року партія отримала 1,5% голосів.
Партія стоїть на позиціях реваншизму, бореться за відновлення кордонів Німеччини 1937 року. 2005 року організувала хвилину мовчання і ряд мітингів у пам'ять союзного бомбардування Дрездена.
У 2009 році NPD Мекленбурга-Передньої Померанії підтримала Росію у військовому конфлікті в Південній Осетії.
Партія має свою молодіжну організацію — Молоді націонал-демократи (JN). NPD співпрацює з молоддю, організовує свята, спортивні змагання.
2006 року NPD заснувала жіночу організацію — Національне жіноче кільце (RNF).
2011 року партія об'єдналася з Німецьким народним союзом.